# Noi di là (Lagoinha)
Noi di là (Lagoinha) è il 41° singolo di Patty Pravo, pubblicato nel 2002 dall'etichetta discografica Pravitia/Sony Music.

## Il disco
Il singolo fu il secondo utilizzato per la promozione dell'album Radio Station. Non raggiunse le alte vette delle classifiche; infatti raggiunse la 32° massima posizione, ma non risulta in classifica fra i 100 singoli più venduti del 2002.

### Noi di là
Noi di là è una cover del brano Lagoinha di Carlinhos Brown (autore del testo e della musica) e la traduzione in lingua italiana è di Max De Tomassi.  La produzione è di Marcelo Costa.
Il brano fu inserito nell'album Radio Station.
Venne presentato a diversi programmi televisivi, per promuovere l'album Radio Station che sarebbe stato pubblicato a breve.

### R & B Remix
La canzone è solo una versione diversa, o meglio un remix, del brano Noi di là, prodotto da Phil per Citysound Production con la collaborazione di Soulest.
Il brano non fu inserito in nessun album.

### Lagoinha Remix
Un divertissement di Nicoletta Strambelli, che prende ispirazione dal testo e dalla musica del brano Lagoinha.
Il brano non fu inserito in nessun album.

### Bahia Remix
Bahia Remix è un brano prodotto e remixato da Soulest, che non fu inserito in nessun album.

## Tracce
CD Single
1. Noi di là - 3:32
2. R & B Remix - 2:27
3. Lagoinha Remix
4. Bahia Remix